# Кобзарская улица (Киев)
Кобза́рская у́лица (укр. Кобза́рська ву́лиця) — улица в Подольском районе города Киева, местности посёлок Шевченко. Пролегает от Вышгородской улицы до улицы Косенко.
Примыкают Кобзарский переулок, улица Водников, улицы Моринецкая и Золочевская.

## История
Возникла в середине XX века под названием 243-я Новая улица. Современное название — с 1944 года.

## Застройка
Застройка улицы представлена частным сектором.
Учрежденияː
- Церковь Рождества Христова (евангельских христиан-баптистов)

У улицы расположено два пруда: безымянный и Кулик. У дома № 43 растет дуб Красицкого — ботанический памятник природы. Вдоль улицы (севернее, по четной стороне, между улицами Моринецкой и Водников) расположен парк-памятник садово-паркового искусства местного значения Кинь-Грусть. На территории парка Кинь-Грусть расположен ботанический памятник природы Дубы 6-го ноября — группа из 11 деревьев.